# Holomelina fragilis
Holomelina fragilis är en fjärilsart som beskrevs av John Kern Strecker 1878. Holomelina fragilis ingår i släktet Holomelina och familjen björnspinnare. Inga underarter finns listade i Catalogue of Life.